# Ronald Lunas
Ronald Ignacio (Bong) Lunas (ur. 27 listopada 1966 w Bala, zm. 2 stycznia 2024 w Davao) – filipiński duchowny katolicki, biskup Pagadian w latach 2019–2024.

## Życiorys

### Prezbiterat
Święcenia kapłańskie otrzymał 7 kwietnia 1992 i został inkardynowany do diecezji Digos. Był m.in. wykładowcą i rektorem seminarium w Davao, kanclerzem kurii oraz wikariuszem biskupim ds. duchowieństwa.

### Episkopat
22 listopada 2018 papież Franciszek mianował go biskupem ordynariuszem diecezji Pagadian. Sakry udzielił mu 11 lutego 2019 biskup Guillermo Afable.